# The Case of the Lucky Legs (filme)
The Case of the Lucky Legs é um filme de 1935 baseado no livro The Case of the Lucky Legs de Erle Stanley Gardner. O filme é uma distribuição Warner Bros. e tem Perry Mason como protagonista, o advogado foi interpretado por Warren William. É o 3º filme da série de filmes sobre Perry Mason da Warner Bros.
Neste terceiro dos seis filmes da Warner Bros. sobre Perry Mason, Warren William representa o advogado de forma muito diferente do ator que o tornaria conhecido em todo o mundo, Raymond Burr interpretava Mason com agressividade e uma calma temível. Enquanto o ator da década de 30 fazia um Mason agressivo nos tribunais, porém muito irreverente, e com relações muito íntimas com a sua secretária Della Street com a qual se casaria no filme seguinte, The Case of the Velvet Claws.

## Sinopse
Frank Patton é quem promove o Lucky Legs Contest, um concurso que escolhe a jovem com as pernas mais bonitas de pequenas cidades americanas, porém Patton sempre foge da cidade antes de pagar os prometidos US$1.000 às vencedoras do concurso. J.R. Bradbury pretendente da vencedora do concurso em Cloverdale, Marjorie Clune, procura o advogado Perry Mason para localizar e processar Frank Patton. Mason descobre onde Patton está escondido e vai atrás dele, porém Patton é assassinado.

### Elenco
- Warren William .... Perry Mason
- Genevieve Tobin .... Della Street
- Patricia Ellis .... Margie Clune
- Lyle Talbot .... Dr. Bob Doray
- Allen Jenkins .... Spudsy
- Barton MacLane .... Detetive Bisonette
- Peggy Shannon .... Thelma Bell
- Porter Hall .... J.R. Bradbury
- Anita Kerry .... Eva Lamont
- Craig Reynolds .... Frank Patton
- Henry O'Neill .... Procurador Carl Manchester
- Charles C. Wilson .... Investigador Ricker
- Joseph Crehan .... Investigador Johnson
- Olin Howland	como Dr. Croker
- Mary Treen .... Esposa de Spudsy